# Taira no Tomomori
En aquest nom japonès, el cognom és Taira.
Taira no Tomomori (平知盛) (1152-1185) va ser el fill de Taira no Kiyomori, i un dels comandants en cap del Clan Taira duran les Guerres Genpei al final de l'era Heian de la història del Japó.

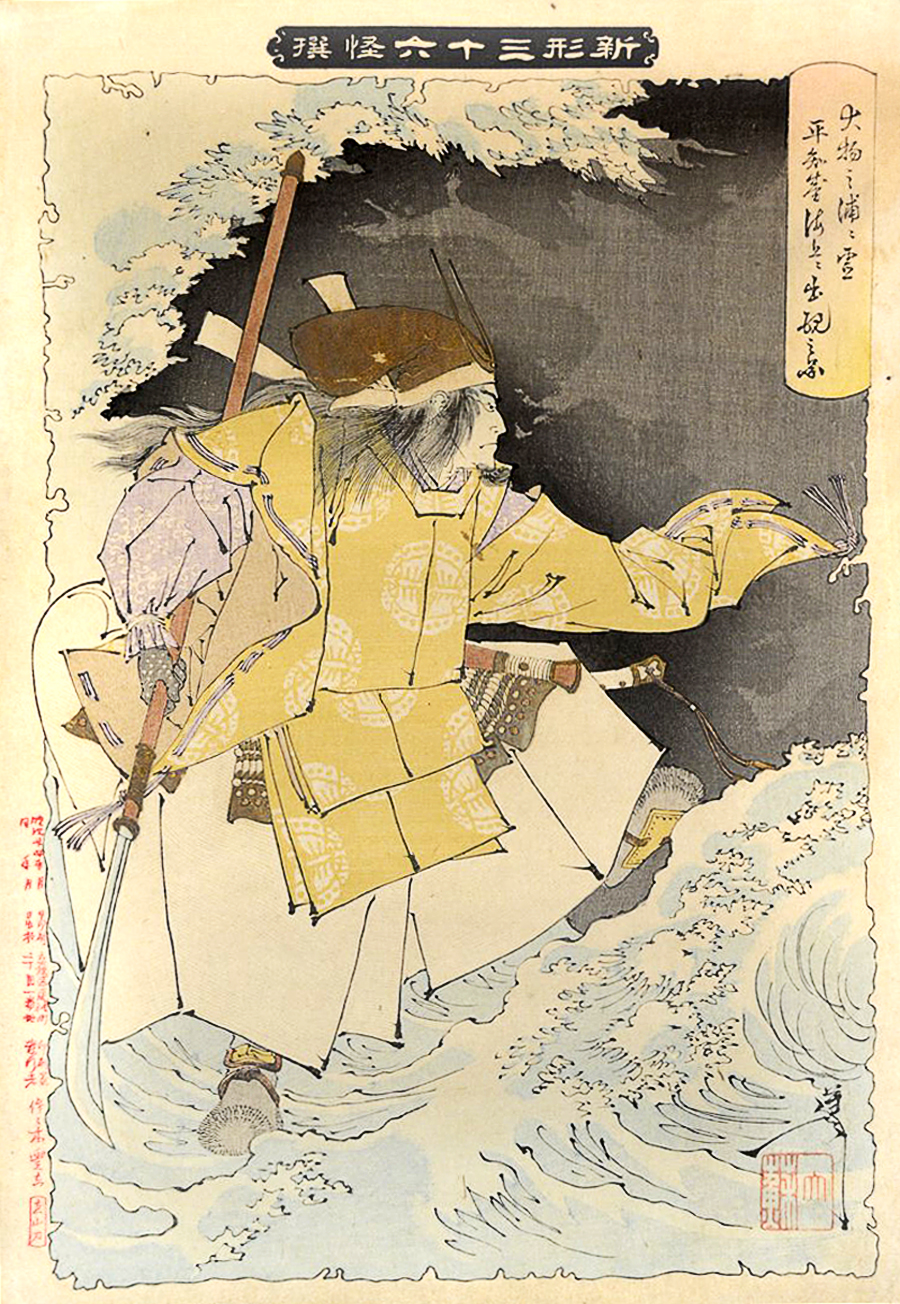
El fantasma de Taira no Tomomori a la bahia de Daimotsu, en una impressió de 1891 d'en Yoshitoshi.

Va ser el vencedor de la Batalla d'Uji, el 1180, i també a la batalla de Yahagigawa el 1181, quan, després d'obligar a les forces del clan Minamoto a retirar-se, en Tomomori va caure malalt, pel que la persecució es va acabar. En Tomomori va tornar a obtenir una victòria sobre els Minamoto en una batalla naval, la de Mizushima dos anys més tard. Les forces del clan Taira van lligar amb cordes els seus vaixells, a fi de crear la major superfície estable possible per a disparar fletxes de foc i per al combat cos a cos. A la batalla de Dan-no-ura, quan els Taira van ser derrotats decisivament pels seus rivals, en Tomomori es va unir a molts dels seus companys del clan en la decisió de suïcidar-se. Va lligar una àncora als seus peus i va saltar al mar.
En Tomomori s'ha convertit en un tema popular en obres kabuki. Un tatuatge d'en Tomomori sovint es suposa que significa un fort vincle amb el tràfic de drogues i el d'armes.